# Andrespol (plaats)
Andrespol is een dorp in de Poolse woiwodschap Łódź. De plaats maakt deel uit van de gemeente Andrespol en telt 3 367 inwoners.